# Jouni Rinne
Pour les articles homonymes, voir Rinne.
Temple de la renommée finlandais : 2005
Jouni Rinne (né le 12 mars 1956 à Rauma en Finlande) est un ancien joueur de hockey sur glace professionnel.

## Carrière en club
Rinne commença sa carrière en 1975 avec le Lukko Rauma de la SM-Liiga, où il impressionna vivement amassant un solide 36 buts et 22 passes en seulement 36 matches, terminant en tête des marqueurs de la ligue à sa saison recrue et se méritant une place sur l'équipe d'étoiles de la ligue. Son fort début attira l'attention des dépisteurs Nord-Américains et il fut choisi en 1976 à la fois au 6e tour du repêchage amateur de la Ligue nationale de hockey, 95e au total, par les Seals de la Californie, et au 9e tour, 101e au total, par les Roadrunners de Phoenix lors du repêchage de l'Association mondiale de hockey.
Rinne ne joua cependant jamais en Amérique du Nord. Il resta avec le Lukko Rauma jusqu'en 1980, avant de passer au HPK Hämeenlinna. La saison suivante, il revint au Lukko pour une saison, avant d'aller chez le FPS Forssa. En 1982, il joint les rangs du KalPa Kuopio, qu'il aide à accéder à la SM-Liiga en 1986. Au terme de six saisons incontestablement couronnées de succès à Kuopio, il rejoint le KooKoo Kouvola en 1990-91, saison au terme de laquelle il prend sa retraite. Il fit cependant un retour au jeu en 1997-98 avec YJK Ylivieska de la II.Divisioona; il disputa un match la saison suivante avec Kuopio, puis 3 la saison d'après avec le JHT Kalajoki avant de tirer sa révérence une bonne fois pour toutes.
Il établit un record de la SM-Liiga le 16 janvier 1977 pour les deux buts les plus rapides, marqués à 6 secondes d'intervalle.
Il prit aussi part à plusieurs compétitions internationales, dont la Coupe Canada 1976, le Championnat du monde de hockey sur glace 1976 et le Championnat du monde de hockey sur glace 1979.

### Honneurs
- Son numéro 27 fut retiré par le KalPa Kuopio.
- Il fut aussi intronisé au Temple de la renommée du hockey finlandais, où il est le Jääkiekkoleijona #168.